# Франсуа Омам-Біїк
Франсуа́ Ома́м-Бії́к (фр. François Omam-Biyik, нар. 21 травня 1966) — камерунський футболіст, що грав на позиції нападника. Відомий за виступами за низку футбольних клубів Франції, Італії та Мексики; а також у національній збірній Камеруну, у складі якої він став переможцем Кубку африканських націй 1988 року. У складі збірної брав участь у трьох чемпіонатах світу, в тому числі в найуспішнішому для камерунської команди чемпіонаті світу 1990 року, в якому вона першою серед африканських збірних дісталась чвертьфіналу турніру. По закінченні кар'єри футболіста — футбольний тренер, до 2019 року очолював тренерський штаб габонського футбольного клубу «Бітам», з 2019 року став одним із тренерів збірної Камеруну.

## Клубна кар'єра
Народився Франсуа Омам-Біїк у передмісті столиці Камеруну Яунде Сакбаєні. Розпочав виступи на футбольних полях молодий футболіст у юнацькій столичній команді «Пума», а у 1986 році розпочав виступи в найтитулованішій камерунській команді «Канон Яунде». У перший же рік виступів Омам-Біїк став у складі столичного камерунського гранда чемпіоном країни. Успішні виступи молодого нападника привернули до нього увагу європейських клубів, насамперед з колишньої метрополії — Франції. У 1987 році камерунський форвард став гравцем французького клубу «Лаваль». У першому ж сезоні Омам-Біїк став кращим бомбардиром клубу, відзначившись у 24 проведених матчах 11 забитими м'ячами. Проте наступний сезон склався для камерунця і його команди невдало, «Лаваль» вибув з Ліги 1, зайнявши лише 19-те місце в чемпіонаті, а Франсуа Омам-Біїк забив лише 4 м'ячі у ворота суперників. Відігравши ще один сезон за «Лаваль» у другому французькому дивізіоні, камерунець у 1990 році став гравцем футбольного клубу «Ренн», який цього року виграв турнір у другому французькому дивізіоні, та повернувся до виступів у Лігу 1. У команді Омам-Біїк знову став кращим бомбардиром, проте команда в чемпіонаті виступила невдало, і лише завдяки переведенню до другого дивізіону трьох клубів у зв'язку із фінансовими махінаціями «Ренн» залишився у вищому дивізіоні. Наступний сезон Омам-Біїк відіграв у клубі «Канн», який зайняв 5-те місце в чемпіонаті, та отримав запрошення до гранда тогочасного французького футболу — «Марсель», проте не витримав конкуренції в основному складі, та провів за команду лише 1 гру в чемпіонаті.
Уже в жовтні 1992 року Франсуа Омам-Біїка керівництво «Марселя» продало у футбольний клуб «Ланс». У команді з Ланса камерунець знову став одним із гравців основного складу, та одним з головних бомбардирів команди, відзначившись за три сезони 18 забитими м'ячами у 53 зіграних матчах. У складі команди став володарем Кубка футбольної ліги в 1994 році. Проте в сезоні 1994—1995 років футболіст втратив місце в основному складі, що призвело до його переходу до мексиканського клубу «Америка», який виступав у найвищому мексиканському дивізіоні. Протягом двох років Омам-Біїк грав за столичний мексиканський клуб, у складі якого відзначався неабиякою результативністю — у 75 проведених матчах нападник візначився 49 забитими м'ячами. Пізніше протягом півроку грав за нижчоліговий мексиканський клуб «Атлетіко Юкатан».
Далі Франсуа Омам-Біїк на короткий час повернувся до Європи, де грав за італійський клуб «Сампдорія», проте вже не був у ньому гравцем основного складу. Менш ніж за рік футболіст повернувся до Мексики, де грав за вищолігові клуби «Атланте» з Канкуна, та «Пуебла» з однойменного міста. У кінці 1999 року повернувся до Франції, де став гравцем клубу другого дивізіону «Шатору», в якому завершив професійну ігрову кар'єру.

## Виступи за збірну
У 1986 році Франсуа Омам-Біїк дебютував у складі національної збірної Камеруну в програному матчі зі збірною Замбії. Протягом кар'єри у національній команді, яка тривала 13 років, провів у формі головної команди країни 74 матчі, забивши 28 гол.
Першим великим турніром для Омам-Біїка став Кубок африканських націй 1988 року. На цьому турнірі футболіст разом з ішими гравцями збірної здобув єдиний у своїй біографії титул у збірній, ставши переможцем турніру. Наступний Кубка африканських націй в Алжирі камерунська збірна провела невдало, не вийшовши навіть із групи до турніру плей-офф.
У цьому ж 1990 році Омам-Біїк брав участь у складі збірної в чемпіонаті світу 1990 року в Італії. Уже в матчі відкриття турніру в Мілані нападник відзначився забитим м'ячем у ворота збірної Аргентини, який і приніс перемогу камерунцям у матчі з діючими чемпіонами світу. Завдяки цій перемозі та перемозі в матчі зі збірною Румунії камерунська збірна вийшла до 1/8 фіналу чемпіонату, чому й не завадила поразка в матчі зі збірною СРСР. У 1/8 турніру камерунська збірна переграла збірну Колумбії, проте в 1/4 фіналу поступилась збірній Англії. Проте на той час це було найвище досягнення афрканських збірних на чемпіонаті світу.
Наступним великим турніром, у якому брав участь Франсуа Омам-Біїк, став Кубка африканських націй 1992 року у Сенегалі. На цьому турнірі камерунська збірна зайняла лише 4 місце, поступившись по пенальті збірній Нігерії в матчі за третє місце. На усіх трьох наступних турнірах, в яких брав участь Франсуа Омам-Біїк — чемпіонат світу 1994 року, Кубок африканських націй 1996 року і чемпіонат світу 1998 року — камерунська збірна не зуміла пройти далі за підсумками групового турніру.

## Кар'єра тренера
Розпочав тренерську кар'єру, повернувшись до футболу після кількарічної перерви. У 2008—2009 роках Омам-Біїк був асистентом головного тренера збірної Камеруну. У 2013 році колишній футболіст тренував тоголезький клуб «Гомідо Краліме». З 2013 року Франсуа Омам-Біїк очолювавє тренерський штаб габонського клубу «Бітам». З 2019 року Франсуа Омам-Біїк увійшов до тренерського штабу національної збірної Камеруну.

## Особисте життя
Його рідний брат Андре Кана-Біїк також був професійним футболістом і гравцем збірної Камеруну, де він тривалий час виступав разом із братом.

## Титули і досягнення
- Володар Кубка французької ліги (1):

«Ланс»: 1995
- Чемпіон Камеруну (1):

«Канон Яунде»: 1986
- Володар Кубка африканських націй (1):

Камерун: 1988